# Venezia Calcio a 5 2012-2013
Questa pagina raccoglie i dati riguardanti il Venezia Calcio a 5, squadra di calcio a 5 militante in serie A, nelle competizioni ufficiali della stagione 2012-2013.

## Organico

### Prima squadra
| N° | Naz.                                   | Ruolo | Sportivo         | Anno     |  |  |
| -- | -------------------------------------- | ----- | ---------------- | -------- |  |  |
| 1  | Italia (bandiera)                      | POR   | Marco Androni    | 05.09.86 |  |  |
| 2  | Argentina (bandiera)                   | DIF   | Pablo Belsito    | 29.03.86 |  |  |
| 3  | Italia (bandiera)                      | LAT   | Marco Callegarin | 02.12.90 |  |  |
| 5  | Brasile (bandiera)                     | UNI   | David Canonica   | 28.09.85 |  |  |
| 7  | Italia (bandiera)                      | PIV   | Matteo Zanatta   | 12.07.92 |  |  |
| 8  | Brasile (bandiera)                     | LAT   | Tiago Daga       | 20.04.83 |  |  |
| 9  | Romania (bandiera)                     | PIV   | Andrei Dan       | 27.09.89 |  |  |
| 10 | Italia (bandiera)                      | LAT   | Michele Penzo    | 17.06.92 |  |  |
| 11 | Italia (bandiera) · Brasile (bandiera) | PIV   | Erick Bellomo    | 03.03.78 |  |  |
| 12 | Italia (bandiera)                      | POR   | Federico De Leo  | 05.11.86 |  |  |
| 13 | Paraguay (bandiera)                    | LAT   | Nicolás Zaffe    | 01.09.92 |  |  |
| 14 | Brasile (bandiera)                     | DIF   | Almir Rossa      | 03.05.81 |  |  |
| 15 | Brasile (bandiera)                     | LAT   | Cantagalo        | 13.10.80 |  |  |
| 21 | Brasile (bandiera)                     | POR   | Carlos Dalcin    | 10.11.92 |  |  |

### Under-21
| N° | Naz.              | Ruolo | Sportivo            | Anno     |  |  |
| -- | ----------------- | ----- | ------------------- | -------- |  |  |
| ?  | Italia (bandiera) | LAT   | Luca Agatea         | --.--.94 |  |  |
| 8  | Italia (bandiera) | DIF   | Nicolò Biancato     | 05.09.94 |  |  |
| 22 | Italia (bandiera) | LAT   | Giacomo Ortolan     | 28.10.94 |  |  |
| ?  | Italia (bandiera) | POR   | Daniele Pasqualetto | --.--.94 |  |  |
| ?  | Italia (bandiera) | DIF   | Luca Scandagliato   | --.--.94 |  |  |
| ?  | Italia (bandiera) | LAT   | Alvise Tenderini    | 19.05.96 |  |  |

## Play-out

### Andata[1]
| Arbitri: | Giancarlo Lombardi (Roma 1) Mario Filippini (Roma 1) Francesco Cirillo (Rovereto) |
| Crono:   | Luca Bizzotto (Castelfranco Veneto)                                               |

|                 |           |                                                                                   |
| Zanatta 24'39'’ | Marcatori | 13'05'’, 27'21'’ Campano 14'39'’ Pizetta 22'54'’ Bico 29'18'’ Melise 39'40'’ Emer |

### Ritorno[2]
| Arbitri: | Gianluca Mastri (Jesi) Vincenzo Giannantonio (Campobasso) Gianluca Gentile (Roma 1) |
| Crono:   | Daniele Ferretti (Roma 1)                                                           |

| |           |                                        |
| P. De Luca 7'49'’, 16'50'’ Campano 9'53'’, 27'48'’, 39'16'’ Melise 14'06'’, 25'47'’, 27'19'’ Bico 23'27'’ Scandagliato 36'32'’ (aut.) Emer 38'42'’ | Marcatori | 18’ Callegarin 28'46'’, 38'05'’ Agatea |